# FC Swift Hesperange
El Football Club Swift Hesperange es un equipo de fútbol de Luxemburgo que milita en la Division Nationale, la liga de fútbol más importante del país. Es el actual campeón de la Competición al ganar la Temporada 2022/2023. Es el primer título liguero de su historia.

## Historia
Fue fundado en el año 1916 en la ciudad de Hesperange, al sur de Luxemburgo. Entre 1940-44, el equipo fue llamado FV Rot-Weiß Hesperingen durante la ocupación alemana durante la Segunda Guerra Mundial. Nunca ha sido campeón de Liga y solamente ha ganado el torneo de Copa en 1 ocasión.
A nivel internacional ha participado en 1 torneo continental, en la Recopa de Europa de Fútbol de 1990/91, en la que fue eliminado en la Primera ronda por el Legia de Varsovia de Polonia.

## Palmarés
- Division Nationale: 1

2022/2023
- Copa de Luxemburgo: 1

1989/90

## Participación en competiciones de la UEFA
| Temporada | Torneo                     | Ronda            | Club                 | Casa | Visita | Global |
| --------- | -------------------------- | ---------------- | -------------------- | ---- | ------ | ------ |
| 1990/91   | Recopa de Europa de fútbol | 1                | Legia Varsovia       | 0–3  | 0–3    | 0–6    |
| 2021-22   | Liga Conferencia Europa    | 1                | Domžale              | 1–1  | 0–1    | 1–2    |
| 2023-24   | UEFA Champions League      | Clasificatoria 1 | SK Slovan Bratislava | 0-2  | 1-1    | 1-3    |
| 2023-24   | Liga Conferencia Europa    | Clasificatoria 2 | TNS                  | 3-2  | 1-1    | 4-3    |
| 2023-24   | Liga Conferencia Europa    | Clasificatoria 3 | FC Struga            | 2-1  | 1-3    | 3-4    |

### Récord Europeo
| Torneo                  | J  | G | E | P | GF | GC | GD |
| ----------------------- | -- | - | - | - | -- | -- | -- |
| UEFA Champions League   | 2  | 0 | 1 | 1 | 1  | 3  | -2 |
| Recopa de Europa        | 2  | 0 | 0 | 2 | 0  | 6  | -6 |
| Liga Conferencia Europa | 6  | 2 | 2 | 2 | 7  | 8  | -1 |
| Total                   | 10 | 2 | 3 | 5 | 9  | 18 | -9 |

## Entrenadores Desde 1999
- Theo Scholten (1999–01)
- Carlo Weis (2004–05)
- Luc Muller (2004–08)
- Theo Scholten (2008–10)
- Angelo Fiorucci (2010–11)
- Nedzib Selimovic (2011–12)
- Daniel Theis (2012)
- Nedzib Selimovic (2013-)